# Greensleeves

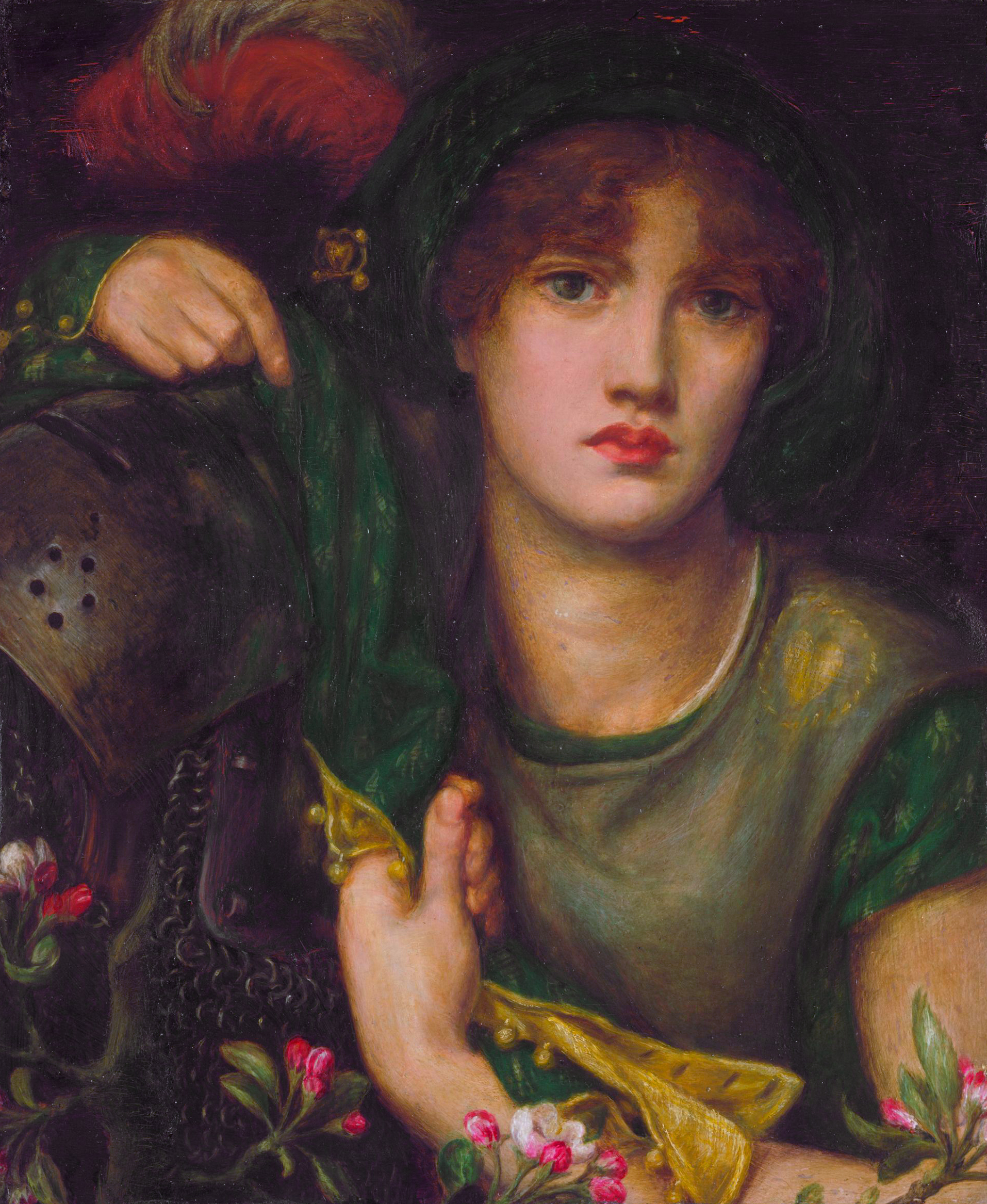
"My Lady Greensleeves" raffigurata da Dante Gabriel Rossetti nel 1864

Greensleeves è una celebre  melodia popolare di tradizione inglese.

## Fra storia e leggenda
La leggenda narra che a comporre il brano sia stato Enrico VIII d'Inghilterra (1491-1547) per la sua futura consorte Anna Bolena. Pare infatti che quest'ultima avesse una malformazione ad una mano e ciò la costringesse a coprirla con delle lunghe maniche (di qui potrebbe derivare il titolo Greensleeves, "maniche verdi"; ma potrebbe anche essere una modifica di un precedente Greenleaves, cioè "foglie verdi").
In realtà, è più probabile che l'anonimo autore, forse un amante tradito da una donna, abbia scritto questa canzone verso la fine del XVI secolo, successivamente quindi alla morte di Enrico stesso.
Sul tema di Greensleeves sono state adoperate variazioni, famosa è quella di Ralph Vaughan Williams.
La canzone, come del resto tutti i canti di tradizione popolare, fu per molto tempo tramandata unicamente per via orale o sotto forma di manoscritto. La prima versione registrata ufficialmente risale al 1580, con il titolo di "A New Northern Ditty of the Lady Greene Sleeves", ma non esiste oggi nessuna copia di questo documento. Se ne trova traccia in A Handful of Pleasant Delights (1584) come "A New Courtly Sonnet of the Lady Green Sleeves. To the new tune of Green sleeves". Tale titolo sembra dunque suggerire che il brano fosse antecedente.
Ne "Le allegre comari di Windsor" di Shakespeare (1602) un personaggio (Alice Ford) cita ben due volte il brano "Green Sleeves". Anche The Beggar's Opera, il capolavoro di John Gay, contiene una rielaborazione del brano: l'autore ne mantiene la musica ma varia il testo per farne una corrosiva critica delle differenze sociali (la giustizia che punisce i poveri ma non colpisce i ricchi).

## Testo
Molti testi furono scritti ed elaborati nel tempo per questa canzone, quello riportato è forse la versione più famosa.
(Versione rinascimentale di Greensleeves)

## Esecuzioni e rielaborazioni degne di nota
Il brano è stato eseguito da numerosissimi artisti, ed è stato usato spesso come base per la creazione di nuove canzoni.
- Il noto canto di Natale What Child Is This? di William Chatterton Dix, non è altro che una rielaborazione di Greensleeves con un testo differente.
- Vanessa Carlton ha eseguito una cover del celebre brano per l'album natalizio Maybe This Christmas.
- Gustav Holst (1874 - 1934) riprese il tema nella sua Second Suite for Military Band in F (Op. 28, No. 2) e nel finale della St.Paul's Suite (Op.29, No.2/H118).
- Ferruccio Busoni ha citato Greensleeves all'inizio della sua Turandot del 1917.
- Ralph Vaughan Williams compose una Fantasia su Greensleeves per la sua opera Sir John in Love (1924-28).
- Herbert Stothart ne riporta espressamente la melodia nel tema principale del film "Gran Premio" (National Velvet) del 1944, con Mickey Rooney ed una giovanissima Elizabeth Taylor.
- Jacques Brel ha ripreso il tema per la sua canzone Amsterdam.
- Coleman Hawkins, nel 1958 ha eseguito il brano nel suo album 'Soul'(C Hawkins Quintet) con la seguente formazione: Coleman Hawkins (ts) Ray Bryant (p) Kenny Burrell (g) Wendell Marshall (b)  Osie Johnson (d) registrato ad Hackensack, NJ., 7 novembre 1958
- Il tema è stato usato nel film La conquista del West (1962) con il titolo Home in the Meadow, con le parole di Sammy Cahn, e la voce di Debbie Reynolds.
- Bobby Solo ha inciso la canzone in italiano, intitolandola La nostra terra, nel concept album Le canzoni del West, del 1966.
- Tony Cucchiara e Nelly Fieramonte hanno inciso la canzone in italiano intitolandola "I ragazzi di ogni paese" inserendola nell'album Folk Theme, del 1969.
- Loreena McKennitt ha interpretato questa canzone nel suo album The Visit del 1991.
- Leonard Cohen ha rielaborato Greensleeves nella sua canzone Leaving Green Sleeves del 1974 (nell'album New Skin for the Old Ceremony).
- Ritchie Blackmore ha registrato una sua versione di Greensleeves con il suo gruppo folk rock Blackmore's Night.
- I Rainbow dello stesso Blackmore hanno inciso nel 1975 una canzone dal titolo Sixteenth Century Greensleeves.
- Olivia Newton-John ha inserito il brano, con un eccellente riscontro di critica e di successo, nell'album Come on Over del 1976.
- Timo Tolkki (ex Stratovarius) ha reinterpretato Greensleeves con un tocco di chitarra elettrica.
- I Jethro Tull hanno rielaborato il brano nell'album The Jethro Tull Christmas Album nel 2003 con il titolo Greensleeved.
- Nella parte finale della canzone del gruppo The Beatles All You Need Is Love si possono ascoltare le prime battute di Greensleeves.
- Il sassofonista jazz John Coltrane ha inciso una versione di Greensleeves nel suo album Africa/Brass del 1961.
- Il chitarrista neoclassical metal Yngwie Malmsteen ha inserito una parte della melodia (seppure notevolmente velocizzata e personalizzata) nell'assolo di You Don't Remember, I'll Never Forget durante il live a Leningrado.
- Il pianista jazz Vince Guaraldi, con il suo trio, ha registrato una versione di Greensleeves pubblicata nel disco A Charlie Brown Christmas.
- Gli ex-The Byrds Clarence White e Gene Parsons, l'hanno incisa con Gib Guibeau e Wayne Moore nel supergruppo Nashville West per l'album omonimo del 1967, pietra miliare del country-rock.
- Jeff Beck ne ha proposto una sua rivisitazione acustica nell'album Truth del 1968.
- Il pezzo Barracuda del musicista di musica elettronica Moby finisce con lo sfumando di un'esecuzione di Greensleeves con il sintetizzatore.
- Nolwenn Leroy ha interpretato questa canzone nel suo album Bretonne del 2010.
- Il pianista Giovanni Allevi ne ha fatto una sua versione presente nell'album Christmas For You.
- Il DJ Gigi D'Agostino ne ha fatta una sua versione dal titolo "Musical castle" che potete trovare su YouTube.
- Il rapper MC Cavallo ne ha ripreso il tema nella sua canzone "Maniche Verdi" del 2022.
- Francesco Guccini ne ha cantato la sua versione nell'album Canzoni da intorto del 2022.